# Saint-Denis-de-Palin
Saint-Denis-de-Palin är en kommun i departementet Cher i regionen Centre-Val de Loire i de centrala delarna av Frankrike. Kommunen ligger  i kantonen Dun-sur-Auron som tillhör arrondissementet Saint-Amand-Montrond. År 2022 hade Saint-Denis-de-Palin 278 invånare.

## Befolkningsutveckling
Antalet invånare i kommunen Saint-Denis-de-Palin
Referens:INSEE